# Birmingham Bowl 2015 (décembre)
Ne doit pas être confondu avec Birmingham Bowl 2015 (janvier), joué dans le cadre de la saison universitaire 2014.
Match précédent Match suivant
Le Birmingham Bowl de décembre 2016 est un match de football américain de niveau universitaire joué après la saison régulière de 2015, le 30 décembre 2015 au Legion Field de Birmingham dans l'Alabama.
Il s'agit de la 10e édition du Birmingham Bowl.
Le match met en présence les équipes des Tigers d'Auburn issus de la Southeastern Conference et des Tigers de Memphis issus de l'American Athletic Conference.
Il débute à 11:00 heures locales et est retransmis en télévision sur ESPN.
Auburn gagne le match sur le score de 31 à 10.

## Présentation du match
| Équipes                                                                                     | Conférences | Entraîneurs              | Stats. saison rég. | Classements avant le bowl CFP-AP-Coaches |
| ------------------------------------------------------------------------------------------- | ----------- | ------------------------ | ------------------ | ---------------------------------------- |
| Tigers d'Auburn                                                                             | SEC         | Gus Malzahn              | 6-6                | Non classés                              |
| Tigers de Memphis                                                                           | AAC         | Darrell Dickey (interim) | 9-3                | Non classés                              |
| Arbitre : Jeff Heaser (ACC) Équipe donnée favorite par les bookmakers : Auburn à 2 contre 1 |             |                          |                    |                                          |

Il s'agit de la 3e rencontre entre ces deux équipes, Memphis ayant remporté les deux premiers matchs, le dernier ayant eu lieu en 1976 (victoire de Memphis, 28 à 27).

### Tigers d'Auburn
Avec un bilan global en saison régulière de 7 victoires et 6 défaites, Auburn est éligible et accepte l'invitation pour participer au Birmingham Bowl de décembre 2015.
Ils terminent derniers de la West Division de la SEC, avec un bilan en division de 2 victoires et 6 défaites.
À l'issue de la saison 2015, ils n'apparaissent pas dans les classements CFP, AP et Coaches.
Il s'agit de leur 1er apparition au Birmingham Bowl.

### Tigers de Memphis
Avec un bilan global en saison régulière de 9 victoires et 3 défaites, Memphis est éligible et accepte l'invitation pour participer au Birmingham Bowl de décembre 2015.
Ils terminent 3e de la West Division de l'American Athletic Conference derrière #8 Houston et #18 Navy, avec un bilan en division de 5 victoires et 3 défaites.
À l'issue de la saison 2015, ils n'apparaissent pas dans les classements CFP, AP et Coaches.
Il s'agit de leur 1er apparition au Birmingham Bowl.
Le 29 novembre 2015, l'entraîneur principal des Tigers de Memphis, Justin Fuente, démissionne pour s'engager comme entraîneur principal des Hokies de Virginia Tech. Son bilan à la tête de l'équipe aura été de 26 victoires pour 23 défaites. Les Tigers seront dirigés lors du Birmingham Bowl par l'entraîneur intérimaire Darrell Dickey.

## Résumé du match
Début du match à 11:03 heures locales, fin à 14:05 pour une durée totale de 03:02 heures.
Température de 56 °F (13 °C), vent de nord nord ouest de 2 miles à l'heure (3 km/h, ciel nuageux avec pluie.
| QT          | Temps       | Drive       | Drive       | Drive       | Équipe      | Description de l'action | Score | Score |
| QT          | Temps       | Jeux        | Yards       | TDP         | Équipe      | Description de l'action | AU    | MEM   |
| ----------- | ----------- | ----------- | ----------- | ----------- | ----------- | --- | ----- | ----- |
| 1           | 8:35        | 12          | 72          | 6:25        | AU          | FG de 20 yards par kicker Daniel Carlson | 3     | 0     |
| 1           | 1:58        | 10          | 70          | 4:24        | AU          | TD à la suite d'une course de 8 yards par QB Kerryon Johnson + 1 point de conversion par kicker Daniel Carlson                               | 10    | 0     |
| 2           | 10:03       | 7           | 30          | 2:56        | MEM         | FG de 53 yards par kicker Jake Elliot | 10    | 3     |
| 2           | 3:06        | –           | –           | –           | MEM         | TD à la suite d'un retour d'interception de 56 yards par DB Reggis Ball + 1 point de conversion par kicker Jake Elliot                       | 10    | 10    |
| 3           | 3:12        | 8           | 44          | 3:35        | AU          | TD de 11 yards par WR Jason Smith à la suite d'une réception de passe de QB Jeremy Johnson + 1 point de conversion par kicker Daniel Carlson | 17    | 10    |
| 4           | 14:57       | 9           | 76          | 2:36        | AU          | TD à la suite d'une course de 5 yards par QB Jeremy Johnson + 1 point de conversion par kicker Daniel Carlson                                | 24    | 10    |
| 4           | 12:57       | 2           | 6           | 0:57        | AU          | TD à la suite d'une course de 4 yards par RB Jovon Robinson + 1 point de conversion par kicker Daniel Carlson                                | 31    | 10    |
| Score final | Score final | Score final | Score final | Score final | Score final | Score final | 31    | 10    |

## Statistiques
| Statistiques par Équipes               | Statistiques par Équipes | Statistiques par Équipes |
| Statistiques                           | AU                       | MEM                      |
| -------------------------------------- | ------------------------ | ------------------------ |
| 1er downs                              | 23                       | 13                       |
| Conversion de 3e Down                  | 6/13                     | 8/19                     |
| Conversion de 4e Down                  | 2/3                      | 0/2                      |
| Jeux–yards                             | 72 jeux pour 402 yards   | 68 jeux pour 205 yards   |
| Yards à la course                      | 252                      | 99                       |
| Yards à la passe                       | 150                      | 106                      |
| Passes : Réussies-Tentées-Interceptées | 10/16, 3 int.            | 16/37, 1 int.            |
| Réussite en zone rouge/chances         | 5/5                      | 0/3                      |
| TD                                     | 4                        | 0                        |
| Field Goals                            | 1/1                      | 1/2                      |
| Sacks (Nombre-Yards gagnés)            | 2/14                     | 0/0                      |
| Fumbles (Nombre/Perdus)                | 0/0                      | 1/0                      |
| Pénalités (Nombre/Yards perdus)        | 3/45                     | 6/40                     |
| Temps de possession                    | 34:17                    | 25:43                    |

| Meilleur Joueur (MVP) | Meilleur Joueur (MVP) | Meilleur Joueur (MVP) |
| --------------------- | --------------------- | --------------------- |
| Nom                   | Équipe                | Poste                 |
| Jovon Robinson        | Auburn                | RB                    |

| Statistiques Individuelles | Statistiques Individuelles | Statistiques Individuelles                                   |
| -------------------------- | -------------------------- | ------------------------------------------------------------ |
| Quaterbacks                |                            |                                                              |
| AU                         | Sean White                 | 8/13, 2 int., 102 yards, 0 TD, 0 sack subi                   |
| MEM                        | Lynch, Paxton              | 16/37, 1 int., 106 yards, 0 TD, 2 sacks subis                |
| Meilleurs Coureurs         |                            |                                                              |
| AU                         | Jovon Robinson             | 27 courses pour 126 yards nets gagnés et 1 TD                |
| MEM                        | Dorceus, D                 | 11 courses pour 48 yards nets gagnés et 0 TD                 |
| Meilleurs Receveurs        |                            |                                                              |
| AU                         | Melvin Ray                 | 2 réceptions pour 50 yards et 0 TD                           |
| MEM                        | Frazier, Mose              | 4 réceptions pour 47 yards et 0 TD                           |
| Meilleurs Tackleurs        |                            |                                                              |
| AU                         | Carlton Davis              | 6 tacles en solo et 5 assistes, 1/2 sack pour 3 yards gagnés |
| MEM                        | White, Shareef             | 14 tacles en solo et 3 assistes, 1 sack pour 1 yard gagné    |